# Fästeredssund
Fästeredssund är en bebyggelse vid sundet med samma namn söder om Åsunden i Finnekumla socken i Ulricehamns kommun. Från 2015 avgränsar SCB här en småort.. 
Genom småorten Fästeredssund finns även en bro, Fästeredssundsbron.